# Ad Dānā
Ad Dānā (arabiska: الدانا) är en subdistriktshuvudort i Syrien.   Den ligger i provinsen Idlib, i den nordvästra delen av landet, 300 kilometer norr om huvudstaden Damaskus. Ad Dānā ligger 400 meter över havet och antalet invånare är 21 987.
Terrängen runt Ad Dānā är varierad. Det finns inga andra samhällen i närheten. 
Trakten runt Ad Dānā består till största delen av jordbruksmark. Runt Ad Dānā är det ganska tätbefolkat, med 86 invånare per kvadratkilometer.